# Bayenghem-lès-Éperlecques
Bayenghem-lès-Éperlecques is een gemeente in het Franse departement Pas-de-Calais (regio Hauts-de-France). De plaats maakt deel uit van het arrondissement Sint-Omaars. Bayenghem-lès-Éperlecques telde op 1 januari 2022 1.019 inwoners. 

## Geografie
De oppervlakte van Bayenghem-lès-Éperlecques bedroeg op 1 januari 2022 4,51 vierkante kilometer; de bevolkingsdichtheid was toen 225,9 inwoners per km².

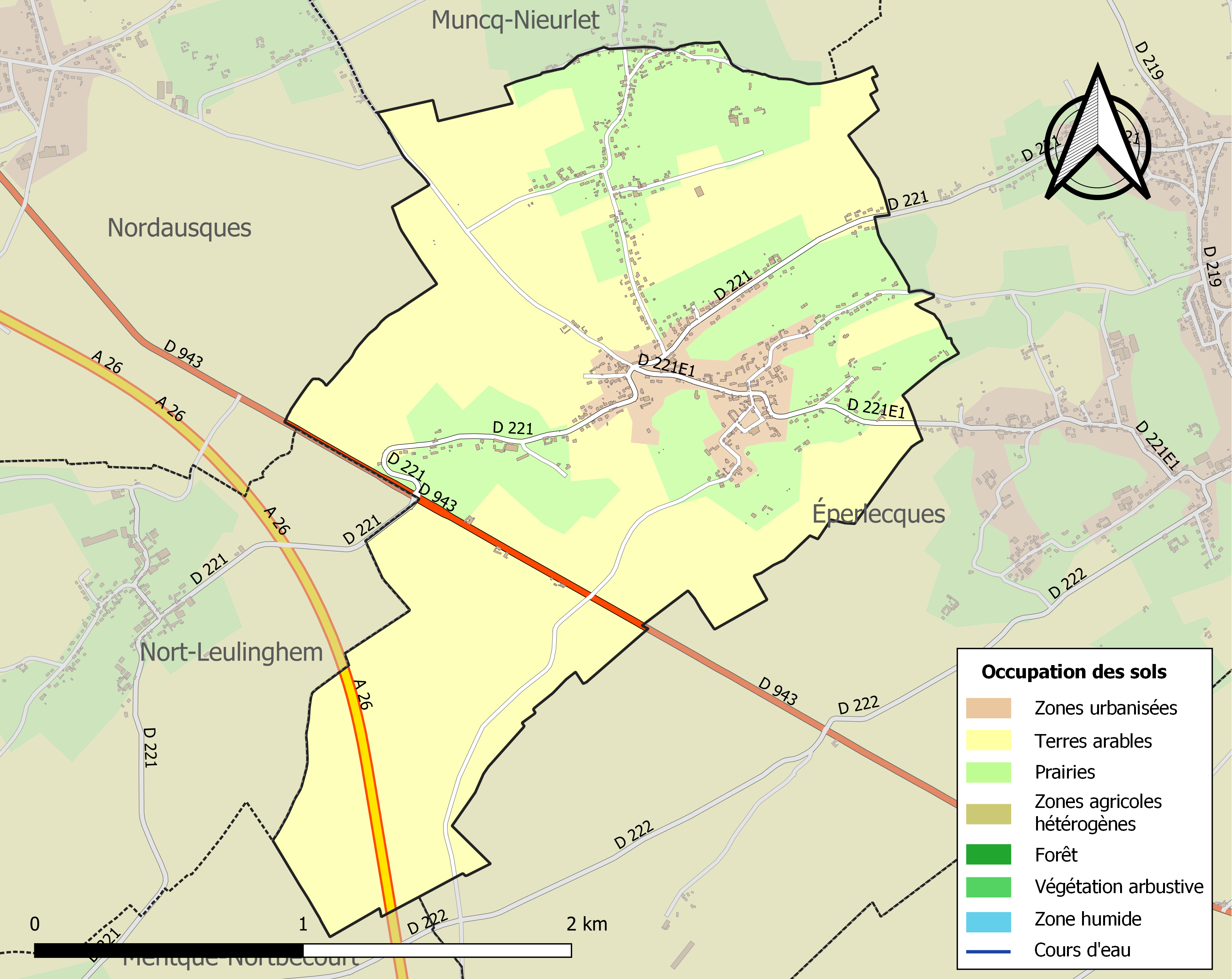
Kaart van de gemeente met belangrijkste infrastructuur, bodemgebruik en omliggende gemeenten

## Demografie
Onderstaande figuur toont het verloop van het inwonertal (bron: INSEE-tellingen).